# Ostrowo (gromada)
Ostrowo – dawna gromada, czyli najmniejsza jednostka podziału terytorialnego Polskiej Rzeczypospolitej Ludowej w latach 1954–1972.
Gromady, z gromadzkimi radami narodowymi (GRN) jako organami władzy najniższego stopnia na wsi, funkcjonowały od reformy reorganizującej administrację wiejską przeprowadzonej jesienią 1954 do momentu ich zniesienia z dniem 1 stycznia 1973, tym samym wypierając organizację gminną w latach 1954–1972.
Gromadę Ostrowo z siedzibą GRN w Ostrowie pod Gębicami (w obecnym brzmieniu Ostrowo) utworzono – jako jedną z 8759 gromad na obszarze Polski – w powiecie mogileńskim w woj. bydgoskim, na mocy uchwały nr 24/9 WRN w Bydgoszczy z dnia 5 października 1954. W skład jednostki weszły obszary dotychczasowych gromad Ciencisko, Miradz, Ostrowo pod Gębicami i Bielsko ze zniesionej gminy Strzelno-Południe w tymże powiecie. Dla gromady ustalono 20 członków gromadzkiej rady narodowej.
Gromadę zniesiono 31 grudnia 1959, a jej obszar włączono do gromad Strzelno Klasztorne (wsie Ostrowo, Cieńcisko i Miradz, leśnictwa Ostrowo, Przedbórz, Kurzabiela i Młyny, nadleśnictwo Miradz oraz gajówka Międzybórz), Orchowo (wsie Bielsko i Podbielsko) i Wójcin (leśnictwa Przyjezierze i Wysoki Most) w tymże powiecie.